# 반도레로
반도레로(Bandolero!)는 미국에서 제작된 앤드루 V. 매클래글렌 감독의 1968년 서부 영화이다. 제임스 스튜어트 등이 주연으로 출연하였고 로버트 L. 잭스 등이 제작에 참여하였다.

## 출연

### 주연
- 제임스 스튜어트
- 딘 마틴
- 라켈 웰치

### 조연
- 조지 케네디
- 앤드루 프라인
- 윌 기어
- 클린트 리치
- 덴버 파일